# Joop Langhorst
Joop Langhorst (Róterdam, 21 de junio de 1943 - Groningen, 9 de octubre de 2013) fue un jugador de fútbol profesional neerlandés que jugaba en la demarcación de lateral.

## Biografía
Joop Langhorst debutó como futbolista profesional con el Sparta Rotterdam en 1966. Con el club cosechó un total de 77 partidos jugados en tres temporadas. En su primera temporada en el club consiguió la Copa de los Países Bajos. En 1969 fichó por el SVV. En su temporada debut ganó la Eerste Divisie, ascendiendo al equipo a la máxima categoría holandesa. Finalmente Joop Langhorst en la temporada siguiente jugó para el XerxesDZB y finalmente para el IJVC, club en el que se retiró.
Joop Langhorst falleció en Groningen el 9 de octubre de 2013 a los 70 años de edad.

## Clubes
| Club             | País         | Año         | Partidos | Goles |
| ---------------- | ------------ | ----------- | -------- | ----- |
| Sparta Rotterdam | Países Bajos | 1966 - 1969 | 77       | 0     |
| SVV              | Países Bajos | 1969 - 1970 | 34       | 0     |
| XerxesDZB        | Países Bajos | 1970 - 1973 | ¿?       | ¿?    |
| IJVC             | Países Bajos | 1973 - ¿?   | ¿?       | ¿?    |

## Palmarés
Sparta Rotterdam
- Copa de los Países Bajos: 1966

SVV
- Eerste Divisie: 1969

XerxesDZB
- Eerste klasse: 1972
- KNVB District Cup: 1973